# Kenny Steppe
Kenny Steppe (14 november 1988) is een Belgisch voormalig voetballer die als doelman speelde.

## Clubcarrière

### Germinal Beerschot
Steppe begon zijn jeugdopleiding bij Tubantia Borgerhout, waar hij aanvankelijk veldspeler was. Hij werd er weggeplukt door Germinal Beerschot, maar daar moest hij op zijn vijftiende vertrekken omdat hij te klein was. Steppe stapte daarop over naar aartsrivaal Antwerp FC, maar keerde uiteindelijk toch terug naar Germinal Beerschot.
Op 3 februari 2007 zijn officiële debuut voor GBA: toen Luciano Da Silva in de competitiewedstrijd tegen RAEC Mons een rode kaart kreeg, mocht Steppe nog voor het halfuur invallen. Steppe moest zich meteen omdraaien voor een strafschopdoelpunt van Mohamed Dahmane en stapte uiteindelijk het veld af met een 2-1-nederlaag. Het bleef zijn enige wedstrijd van het seizoen voor het eerste elftal van GBA.
Na het vertrek van Luciano Da Silva in de zomer van 2007 begon Jan Moons aan het seizoen 2007/08, maar vanaf de zesde competitiespeeldag koos trainer Harm van Veldhoven toch voor de achttienjarige Steppe. Het werd het jaar van de grote doorbraak voor Steppe, die op het het Gala van Profvoetballer van het Jaar werd uitgeroepen tot Keeper van het Jaar, vóór de nationale doelmannen Olivier Renard en Stijn Stijnen.
Steppe sukkelde in de zomer van 2008 met blessures, maar haalde de competitiestart. Steppe stond dat seizoen onder de lat tijdens de drie eerste competitiewedstrijden van het seizoen, maar eind augustus trok de tiener, die eerder dat jaar op Engelse interesse had kunnen rekenen, naar de Nederlandse eredivisionist sc Heerenveen.

### sc Heerenveen
Op 29 augustus 2008 werd bekend dat Steppe de overstap maakte van GBA naar Heerenveen. Steppe werd in het begin geteisterd door langdurige blessures aan onder andere zijn rug en middenhandsbeentjes, waardoor hij nog weinig in actie kwam. Aan het begin van het seizoen 2010/11 werd Steppe eerste doelman, vanwege een blessure van teamgenoot Brian Vandenbussche. Steppe was echter niet lang eerste keuze. Na een aantal wedstrijden koos trainer Ron Jans ervoor om nieuweling Kevin Stuhr Ellegaard te laten fungeren als eerste doelman. Tijdens het seizoen 2012/13 moest hij zowel Kristoffer Nordfeldt als Brian Vandenbussche voor zich dulden. Bij de laatste thuiswedstrijd van sc Heerenveen in het seizoen 2012/13 werd bekendgemaakt dat Steppe en meerdere spelers afscheid zouden gaan nemen van de club.

### Terugkeer naar België
In 2013 keerde hij terug naar België, waar hij zich aansloot bij Waasland-Beveren. In 2015 tekende hij een contract bij SV Zulte Waregem. Nadat zijn contract afliep in 2017, tekende Steppe voor drie jaar bij STVV. In april 2023 werd zijn contract er in onderling overleg ontbonden. Een paar maanden later raakte bekend dat Steppe een punt achter zijn professionele spelerscarrière had gezet.

## Clubstatistieken
| Seizoen | Club               | Land               | Competitie         | Wed. | Doelp. |
| ------- | ------------------ | ------------------ | ------------------ | ---- | ------ |
| 2006/07 | Germinal Beerschot | Vlag van België    | Jupiler League     | 1    | 0      |
| 2007/08 | Germinal Beerschot | Vlag van België    | Jupiler League     | 29   | 0      |
| 2008/09 | Germinal Beerschot | Vlag van België    | Jupiler League     | 3    | 0      |
| 2008/09 | sc Heerenveen      | Vlag van Nederland | Eredivisie         | 8    | 0      |
| 2009/10 | sc Heerenveen      | Vlag van Nederland | Eredivisie         | 0    | 0      |
| 2010/11 | sc Heerenveen      | Vlag van Nederland | Eredivisie         | 5    | 0      |
| 2011/12 | sc Heerenveen      | Vlag van Nederland | Eredivisie         | 1    | 0      |
| 2012/13 | sc Heerenveen      | Vlag van Nederland | Eredivisie         | 0    | 0      |
| 2013/14 | Waasland-Beveren   | Vlag van België    | Jupiler Pro League | 3    | 0      |
| 2014/15 | Waasland-Beveren   | Vlag van België    | Jupiler Pro League | 14   | 0      |
| 2015/16 | SV Zulte Waregem   | Vlag van België    | Jupiler Pro League | 12   | 0      |
| 2016/17 | SV Zulte Waregem   | Vlag van België    | Jupiler Pro League | 19   | 0      |
| 2017/18 | STVV               | Vlag van België    | Jupiler Pro League | 14   | 0      |
| 2018/19 | STVV               | Vlag van België    | Jupiler Pro League | 33   | 0      |
| 2019/20 | STVV               | Vlag van België    | Jupiler Pro League | 9    | 0      |
| 2020/21 | STVV               | Vlag van België    | Jupiler Pro League | 10   | 0      |
| 2021/22 | STVV               | Vlag van België    | Jupiler Pro League | 0    | 0      |
| Totaal  | Totaal             | Totaal             | Totaal             | 131  | 0      |

## Trainerscarrière
Na afloop van zijn spelerscarrière ging Steppe meteen aan de slag als keeperstrainer bij SK Beveren, waar hij Sven Van Der Jeugt opvolgde. Steppe werkte twee seizoenen in het Freethielstadion, alvorens in juni 2025 aan de slag te gaan bij Beerschot VA, de geestelijke opvolger van zijn opleidingsclub.

## Erelijst
- Keeper van het jaar ( België) : 2008
- KNVB beker: 2009
- Eredivisie: ING Fair Play-prijs 2011, 2012
- Beker van België: 2017

2 Dagba ·
3 Matthys ·
4 Plat ·
5 Mbe Soh ·
6 Fayed ·
7 Reyners ·
8 Henderson ·
9 Kosiah ·
10 Verlinden ·
11 Krüger ·
13 Doucouré ·
16 Al-Ghamdi ·
17 Al-Sahafi ·
18 Sanusi  ·
19 Thiam ·
21 Vargas ·
25 Colassin ·
26 Tshimanga ·
27 Keita ·
28 Weymans ·
30 Huiberts ·
32 Wright-Phillips ·
33 Shinton ·
42 Martha ·
47 Cagro ·
51 De Stobbeleir ·
55 Nzouango ·
66 Tolis ·
71 Matijaš ·
77 Van La Parra ·
Coach: Kuijt